# Africada lateral velar surda
A africada lateral velar surda é um som incomum da fala encontrado como fonema no Cáucaso e como alofone em várias línguas da África oriental e 
meridional.
Archi, uma língua do Nordeste do Cáucaso do Daguestão, tem duas dessas africadas, planas [k͡ʟ̝̊] e labializadas [k͡ʟ̝̊ʷ], embora sejam mais avançadas do que velars na maioria das línguas, e podem ser melhor chamadas de prevelar. Archi também tem variantes ejetivas de suas africadas laterais, várias fricativas laterais surdas e uma fricativa lateral sonora no mesmo local de articulação, mas nenhuma fricativa lateral alveolar ou africada.
Zulu e Xhosa têm uma africado lateral muda como alofone de seu africado velar muda. Hadza tem uma africado velar lateral ejetiva como alofone de seu africado ejetiva velar. De fato, em Hadza, este [k͡ʟ̝̊ʼ] contrasta com uma africada ejetiva lateral palatal, [c͡ʎ̝̊ʼ]. ǁXegwi é relatado como tendo velar /k͡ʟ̝̊/ de alveolar /t͜ɬ/ contrastado.
Laghuu, uma língua Loloish do Vietnã, contrasta quatro africadas velares laterais, /k͡ʟ̝̊ʰ, k͡ʟ̝̊, ɡ͡ʟ̝, ᵑɡ͡ʟ̝/.
O IPA não possui um símbolo separado para o elemento fricativo desses sons, mas a SIL International adicionou um símbolo, ⟨⟩, às áreas de uso privado de suas fontes Gentium, Charis e Doulos, em U+F268. Assim, as fricativas podem ser escritas ⟨k͡⟩.

## Características
- Sua forma de articulação é africada, o que significa que é produzida primeiro interrompendo totalmente o fluxo de ar, depois permitindo o fluxo de ar através de um canal restrito no local de articulação, causando turbulência.[1]
- Seu local de articulação é velar, o que significa que se articula com a parte posterior da língua (dorso) no palato mole. Sua fonação é surda, o que significa que é produzida sem vibrações das cordas vocais.[1]
- Em alguns idiomas, as cordas vocais estão ativamente separadas, por isso é sempre sem voz; em outras, as cordas são frouxas, de modo que pode assumir a abertura de sons adjacentes.[1]
- É uma consoante oral, o que significa que o ar só pode escapar pela boca.[1]
- É uma consoante lateral, o que significa que é produzida direcionando o fluxo de ar para os lados da língua, em vez de para o meio.[1]
- O mecanismo da corrente de ar é pulmonar, o que significa que é articulado empurrando o ar apenas com os pulmões e o diafragma, como na maioria dos sons.[1]

## Ocorrência
| Língua | Língua | Palavra  | AFI    | Significado | Notas      |
| ------ | ------ | -------- | ------ | ----------- | ---------- |
| Archi  | Archi  | лӀон/ƛon | [k͡ʟ̝̊on] | Um rebanho  | Pré-velar. |